# Urugvajski karneval
Urugvajski karneval poznati je zabavni festival koji se svake godine održava u Urugvaju od sredine siječnja do kraja veljače, čak i početka ožujka. Po uzoru na brojne druge južnoameričke karnevale, u Urugvajski su karneval utkani i narodni ples Candombe, pod zaštitom UNESCO-a, mjuzikl Murga iz Montevidea te ostali dijelovi urugvajske narodne baštine. Najveće proslave odvijaju se u glavnom gradu, gdje znaju trajati i po 40 dana uzastopno uz stalno izvođenje narodne glazbe, plesova i glazbeno-scenske nastupe. Takve ulične proslave u Urugvaju se nazivaju »tablados«, a izvođači su okupljeni u tzv. »ljetna kazališta«. U mnogo toga razlikuje se od proslava u Brazilu, i posebno Rio de Janeiru, ali zajedničko im je što imaju vrlo značajan trag u razvoju tradicije i što se za njega stanovnici gradova spremaju cijelu godinu, no za razliku od drugih u njemu ne mogu sudjelovati posjetitelji.

## Vanjske poveznice
- Službene stranice Urugvajskog karnevala  Arhivirana inačica izvorne stranice od 1. lipnja 2013. (Wayback Machine) (šp.)